# Stephen A. Decatur (1815-1876)
Stephen A. Decatur (New Jersey, 1815 - Decatur, Nebraska, 1876), was een neef van commodore Stephen Decatur, Jr. Hij was een van de stichters van de stad Decatur in Nebraska, midden de 19e eeuw.

## Levensloop
Stephen A. Decatur werd geboren in New Jersey en was de zoon van kapitein John Pine Decatur, die officier was bij het toenmalige Amerikaanse leger en de kleinzoon van Stephen Decatur, Sr. In tegenstelling tot zijn beroemde grootvader en neef, had Stephen A. Decatur niets te maken met de zee.
Decatur kreeg bij aankomst een gebied toegewezen in de buurt van de stad Bellevue, Nebraska, in de jaren 1840 en bouwde daar zijn huis, in het gebied van de Omaha-indianen. Later werd hij kantoorbediende of klerk bij de Sarpy's handelspost en woonde op een boerderij, die hij Decatur Springs noemde.
De stad Decatur werd gesticht in 1856 en verder uitgebreid onder de naam "The Decatur Townsite & Ferry Company". Zijn medestichters waren Thomas Whiteacre, T.H. Hineman, George Mason en Herman Glass.
Stephen A. Decatur stierf in zijn naamstad Decatur in 1876, 61 jaar oud.